# Bulbophyllum micranthum
Bulbophyllum micranthum là một loài phong lan thuộc chi Bulbophyllum.